# Parafia św. Tomasza Apostoła w Warszawie
Parafia św. Tomasza Apostoła w Warszawie – parafia rzymskokatolicka należąca do dekanatu ursynowskiego, archidiecezji warszawskiej, metropolii warszawskiej Kościoła katolickiego.

## Historia
Parafia św. Tomasza Apostoła została zlokalizowana na byłych Polach Piaseczyńskich i wydzielona z terytorium parafii św. Katarzyny na Służewie. Erygowana przez prymasa Polski kardynała Józefa Glempa dekretem, który wszedł w życie 15 listopada 1984 roku. Na stanowisko proboszcza został powołany ks. Tomasz Jerzy Król, który związany jest z tą parafią od 10 kwietnia 1983, kiedy mieszkając przy ul. Hawajskiej 4 odprawiał pierwszą mszę świętą w piwnicy bloku przy ul. Hawajskiej 15.

### Kościół parafialny
Początkowy projekt budowy kościoła na skarpie wiślanej (w miejscu wyeksponowanym) przed rokiem 1989 nie spotkał się z przychylnością władz i ostatecznie budowę zlokalizowano w centrum osiedla Ursynów Południowy. 15 czerwca 1995 prymas Polski kardynał Józef Glemp wmurował kamień węgielny pod nową świątynię (poświęcony przez papieża Jana Pawła II w dniu 8 czerwca 1987). Budowa obiektu zaprojektowanego przez architektów Andrzeja Fabierkiewicza i Stanisława Stefanowicza trwała kilka lat. 23 grudnia 2001 prymas Polski poświęcił nowo wybudowany kościół. 4 czerwca 2006, kard. Józef Glemp dokonał uroczystej konsekracji kościoła.

## Duszpasterstwo
- Galeria „TeKa”
- redakcja „Pisma Dekanatu Ursynowskiego”, wcześniej „Wiadomości Parafialnych” (założone 8 czerwca 1987)
- siedziba Ogólnopolskiego Stowarzyszenia Prasy Parafialnej, zarejestrowanego 18 listopada 1996
- Zgromadzenie Najświętszego Serca Jezusa (Siostry Sacré-Coeur) (1983–2023)

## Proboszczowie
- ks. prałat Tomasz Jerzy Król, proboszcz w latach 1985–2012, rezydent (2012–2023)[3]
- ks. prałat Henryk Małecki, proboszcz (2012–2024), rezydent (od 2024)[1]
- ks. Eryk Czarnecki, proboszcz (od 2024)[1]